# Argus As 411
L'Argus 411 era un motor d'aviació de 12 cilindres invertits en V, desenvolupat per Argus Motoren a Alemanya durant la Segona Guerra Mundial.

## Disseny i desenvolupament
L'As 411 era una versió millorada i més potent de l'Argus As 410. L'augment de potència del 25% es va aconseguir amb una pressió de sobrealimentació més alta i un augment de la velocitat de rotació del motor. Això va augmentar la potència fins a 600 CV. Per dissipar l'excés de calor generada per aquestes modificacions, es van posar noves aletes de refrigeració dels cilindres dissenyades per accelerar l'aire de refrigeració a mesura que hi passa a través. Això va permetre augmentar la capacitat de refrigeració mentre es mantenia una resistència aerodinàmica idèntica. L'augment de la pressió de sobrealimentació es va obtenir mitjançant una modificació del compressor. A més, els motors As-410 i As 411 es controlaven amb una sola palanca de comandament (a diferència d'altres models existents de l'època). De fet, el motor es mantenia de forma permanent en el seu rang de funcionament òptim gràcies a una temporització d'encesa i una gestió automàtica de l'increment de la pressió. El mecanisme de pas variable de l'hèlix era automàtic, el con de l'hèlix amb aletes, impulsat pel flux de l'aire com un molí de vent s'utilitzava per accionar-lo. El conjunt, així dissenyat, va alleujar considerablement la càrrega de treball del pilot a bord de l'aeronau.
La major part de la producció de l'As 411 va ser realitzada per Renault al París ocupat. Aquests motors motoritzaven el Siebel Si 204 i el Dassault MD 315 Flamant de postguerra. Donava 600 CV (441 kW) a 3.300 rpm.
Després de la fi de la Segona Guerra Mundial, Renault va continuar fabricant el motor com a Renault 12S. Després de fusionar-se els fabricants de motors d'avions francesos dins de SNECMA el 1945, la producció va continuar amb la nova designació de SNECMA 12S fins a la dècada de 1960.

## Dades tècniques
- Motor de 12 cilindres invertits en V a 60º
- Diàmetre pistó:105 mm
- Carrera pistó: 115 mm
- Desplaçament: 12 litres
- Relació de compressió 6,4: 1
- Pes: 375 kg
- Potència d'enlairament 600 CV (441 kW) a 3100 rpm a 1,8 ata
- Potència de creuer 380 CV (279 kW) a 3100 rpm a 1,35 ata